# Pálházi Állami Erdei Vasút
A Pálházi Állami Erdei Vasút kisvasút Magyarországon, a Zempléni-hegységben.
A kisvasút napja augusztus harmadik szombatja, üzemeltetője az Északerdő Zrt.

## Építése
A Pálházi Állami Erdei Vasút Magyarország legrégibb erdei kisvasútja. Eredetileg, mint azt régi neve is jól mutatja, „lóüzemű görpálya” volt. Építését Károlyi István gróf kezdeményezte 1888-ban. A 7 kilométeres sínpárt 700 mm nyomtávval, 5 kg/folyóméter tömegű sínekkel fektették le a pálházi fűrészüzem és Kőkapu között. Mivel a pálya Kőkaputól 5–20‰-kel lejtett a fűrészüzem felé, az üres kocsikat felfelé lóval vontatták, a rakottakat pedig gravitációsan juttatták le a fűrészüzemig. A kocsikat csak fékezni kellett.
A vonalat úgy hosszabbították meg, hogy 1903-ban 37 méter hosszú alagutat ástak a kőkapui kastély alatt. A megtoldott, 11 km-es  fővonal új végállomása „Susulya” lett. 1902-ben helyezték üzembe az első gőzmozdonyt. Mindössze  négyéves használat és több erdőtűz után 1906-ban visszaálltak a lóvontatásra. 1924-ben átadták a Sátoraljaújhely–Pálháza–Füzérkomlós útvonalon közlekedő Hegyközi Kisvasutat. Ennek a vonalnak a megnyitása sokat lendített a pálházi vasúton is: bár a 760 mm-es nyomtáv miatt az árukat át kellett rakni, de így sokkal messzebbre lejuthattak. 1947-ben állami tulajdonba került, és üzemeltetését az Állami Erdőgazdaság vette át. A pályát 760 mm nyomtávolságúra építették át. 1948-ban ismét áttértek a gőzvontatásra. 1956-ban gondoltak először a személyforgalom megindítására, és ehhez korszerűsítették a hálózatot. A síneket 13 kg/folyóméteresekre cserélték, és beszerezték az első C-50-es mozdonyt. A menetrendszerű személyforgalmat 1958-ban indították meg. Mivel 1980-ban megszüntették a Hegyközi Kisvasutat, ennek a vonalnak a forgalma is visszaesett, és az erdőgazdaság „üzemszünetet” rendelt el: ez 9 évig tartott. 1989. augusztus 15-én társadalmi összefogással újraindították a vasutat. 1990-ben felújították a pályát és az alagutat, így a vasút újabb 1 km-rel hosszabb szakaszon járhatott a Kőkaputól a rostallói turistaházig. 1996-ban a vonal másik végét is meghosszabbították 1,3 km-rel az Iparteleptől Pálházáig. Ehhez a lebontott Hegyközi Kisvasút egy rövid szakaszát élesztették újjá.
Ma a vasút csak turisztikai céllal üzemel, éves forgalma 40–50 ezer utas, ennek egy jelentős része általános iskolások, mivel több iskola rendszeresen szervez a környéken többnapos osztálykirándulásokat.

## Megállóhelyek
A menetidő (m.i.) percben van megadva. A menetrend: innen érhető el
| Rostalló - Kőkapu - Pálháza (332) |                     |          |
| m.i (↓)                           | megállóhely neve    | m.i. (↑) |
| 0                                 | Rostalló            | 40       |
| 4                                 | Kőkapu              | 36       |
| 10                                | Komlósivölgy        | 29       |
| 18                                | Kemencepatak        | 22       |
| 28                                | Kishuta             | 12       |
| 35                                | Pálháza-Ipartelepek | 5        |
| 40                                | Pálháza             | 0        |

## Járműállomány
- C-50-es dízelmozdony: 3 darab található a vasútüzemen. A pályaszámuk: C01-401, C01-402, C01-403
- 3 darab zárt személykocsi
- 1 darab nyitott személykocsi
- 5 darab nyári személykocsi

## Nevezetességek és látnivalók a vasút környékén
- Kőkapu, Rostalló, Hollóháza